# Ateles geoffroyi
Macaco-aranha-de-geoffroy (Ateles geoffroyi) é uma espécie de macaco-aranha, um macaco do Novo Mundo da família Atelidae e subfamília Atelinae, que ocorre na América Central, partes do México e uma pequena porção da Colômbia. Há pelo menos, cinco subespécies conhecidas. Alguns autores consideram Ateles fusciceps encontrado no Panamá, Colômbia e Equador como A. geoffroyi.
É um dos maiores macacos do Novo Mundo, frequentemente pesando mais de 9 kg. Seus braços são mais longos do que as pernas, e possuem cauda preênsil, que pode suportar todo o peso do corpo, servindo como um membro extra. Suas mãos possuem apenas um polegar vestigial, mas os outros dedos são longos e relativamente curvados. Estas adaptações permitem que esse macaco-aranha se movimente utilizando a braquiação.
Os grupos dessa espécie seguem uma dinâmica de fissão-fusão, e contêm entre 20 a 42 membros. Sua dieta é constituída principalmente por frutos e requer grandes porções de floresta para sobreviver. Como resultado da perda de habitat, caça e captura para o tráfico de animais silvestres, é considerado "em perigo" pela IUCN.

## Taxonomia

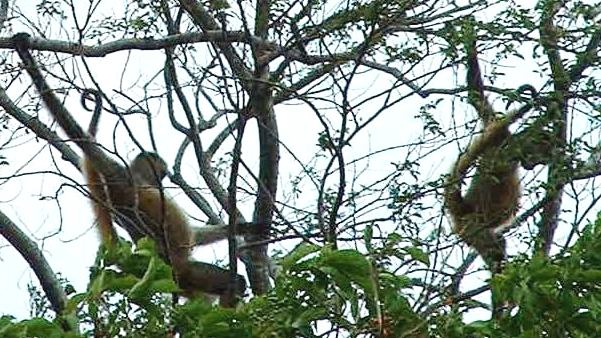
Macacos-aranhas na Costa Rica (Ateles geoffroyi geoffroyi)

A. geoffroyi pertence à família Atelidae, que contém todos os macacos-aranhas, muriquis, macacos-barrigudos e bugios. Está incluído na subfamília Atelinae, que só não inclui os bugios. O nome Ateles significa "imperfeito", uma referência ao polegar vestigial. O nome da espécie foi escolhido em homenagem ao naturalista francês Étienne Geoffroy Saint-Hilaire.
São conhecidas pelo menos cinco subespécies desse macaco-aranha:
- Ateles geoffroyi geoffroyi Kuhl, 1820
- Ateles geoffroyi grisescens Gray, 1866
- Ateles geoffroyi ornatus Gray, 1870
- Ateles geoffroyi vellerosus Gray, 1866
- Ateles geoffroyi yucatanensis Kellogg & Goldman, 1944

Alguns autores reconhecem A. g. azuerensis e A. g. frontatus como subespécies válidas. Ateles fusciceps é considerado por alguns autores, como Groves (1989) e Rylands et al. (2006), como uma espécie separada de A. geoffroyi. Outros autores, incluindo Froelich (1991), Collins & Dubach (2001) e Nieves (2005), consideram  A. fusciceps como sinônimo de A. geoffroyi. Sob esse tratamento, as duas subespécies de A. fusciceps representam subespécies adicionais a A. geoffroyi, A. g. fusciceps e A. g. rufiventris.
Concordância quanto ao número de espécies de macacos-aranhas não é universal. Kellogg & Goldman (1944) basearam-se sua classificação na coloração da pelagem e Groves (1989) baseou-se nesse caráter e na distribuição geográfica. Kellogg & Goldman diferenciaram A. geoffroyi das outras espécies por sua cabeça, mãos e pulsos de cor preta. Estudos recentes usando DNA mitocondrial ajudaram a diferenciar as espécies. Tais estudos, feitos por Collins & Daubach (2000, 2001, 2006), indicaram que A. geoffroyi é mais aparentado a  A. belzebuth e A. hybridus, do que a A. paniscus. De acordo com esses estudos, A. paniscus se separou dos outros macacos-aranhas há cerca de 3,27 milhões de anos e os macacos-aranhas se separaram dos muriquis e macacos-barrigudos há cerca de 3,59 milhões de anos. Estudos anteriores feitos por Porter et al. indicaram que os bugios se separaram dos atelíneos há mais de 10 milhões de anos.

## Distribuição geográfica e habitat
A distribuição geográfica da espécie se estende por toda a América Central, compreendendo Panamá, Costa Rica, Nicarágua,  Guatemala, Honduras, El Salvador, Belize e o extremo sul do México. Observações por moradores locais indicam que a subespécie mais ao sul, A. g. grisescens, também pode ocorrer na fronteira da Colômbia com o Panamá. No oeste da Colômbia e nordeste do Panamá, a espécie é substituída por Ateles fusciceps, que é considerada por alguns primatologistas como subespécie de A. geoffroyi.
A. geoffroyi vive em uma grande variedade de florestas, incluindo florestas úmidas, semideciduais e manguezais. Altas densidades da espécie são encontradas em regiões de floresta ombrófila.

## Descrição
Ateles geoffroyi é um dos maiores macacos do Novo Mundo. Seu comprimento está entre 30 e 63 cm, sem a cauda, e pesam entre 6 e 9 kg. A cauda é mais comprida que o corpo e mede entre 63 e 85 cm de comprimento. Machos são sensivelmente maiores que as fêmeas.

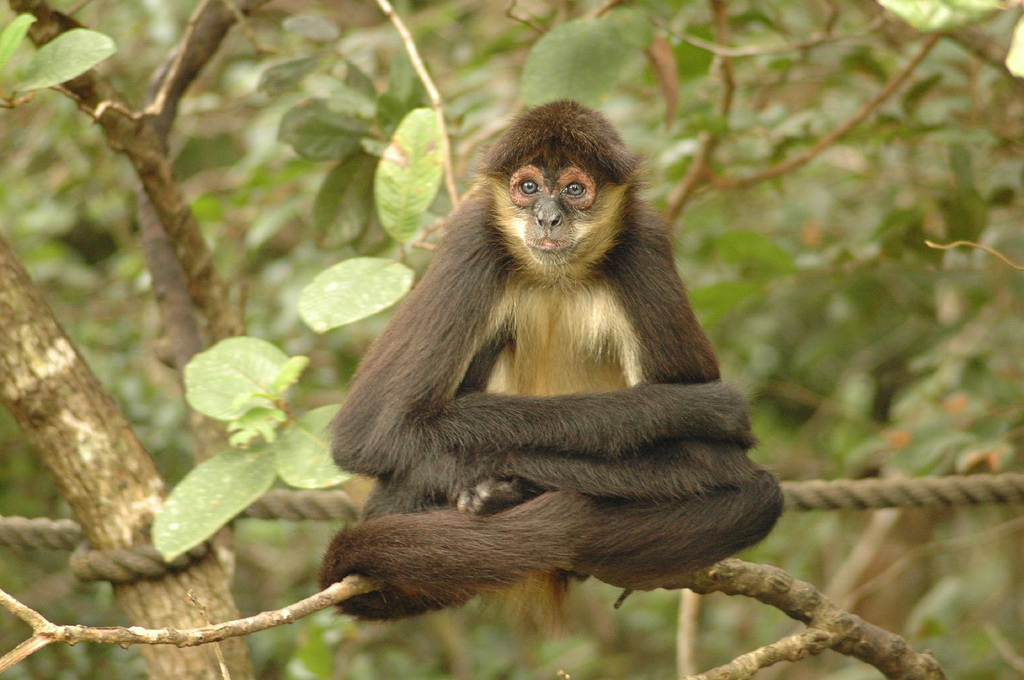
A. geoffroyi no Zoológico de Belize

A coloração da pelagem varia entre as subespécies e as populações, e pode ser bege, avermelhada, marrom ou preta. As mãos e pés são pretos ou escuros. A face geralmente tem uma máscara pálida ao redor dos olhos e focinho.
Seus braços e pernas são longos e esguios. Os braços são até 25% mais longos do que as pernas. O polegar é vestigial, mas os outros dedos são longos e fortes, e relativamente curvados, dando uma aparência de "gancho" para as mãos. Essas adaptações permitem que essa espécie possa braquiar, que seria como se locomover com os braços entre as árvores.
A cauda preênsil é muito forte e tem uma região sem pelos, como uma almofada palmar, na ponta. A cauda serve como um membro extra, e é usada na locomoção, e também para pegar frutos e escorrer água de buracos em árvores. Ela pode suportar o peso do macaco-aranha, permitindo que ele fique suspenso enquanto se alimenta.
O clitóris da fêmea dessa espécie é grande e protruído, como um pênis. Este órgão, é chamado de "clitóris pendular", pois da forma que se dispõe, é tão grande quanto um pênis flácido. Como resultado, as fêmeas podem ser confundidas com machos pelos observadores humanos. O clitóris grande deve ser uma característica que permite que os machos determinem a receptividade sexual da fêmea, tocando-o e cheirando com os dedos, para obter informação feromonal.

## Ecologia e comportamento

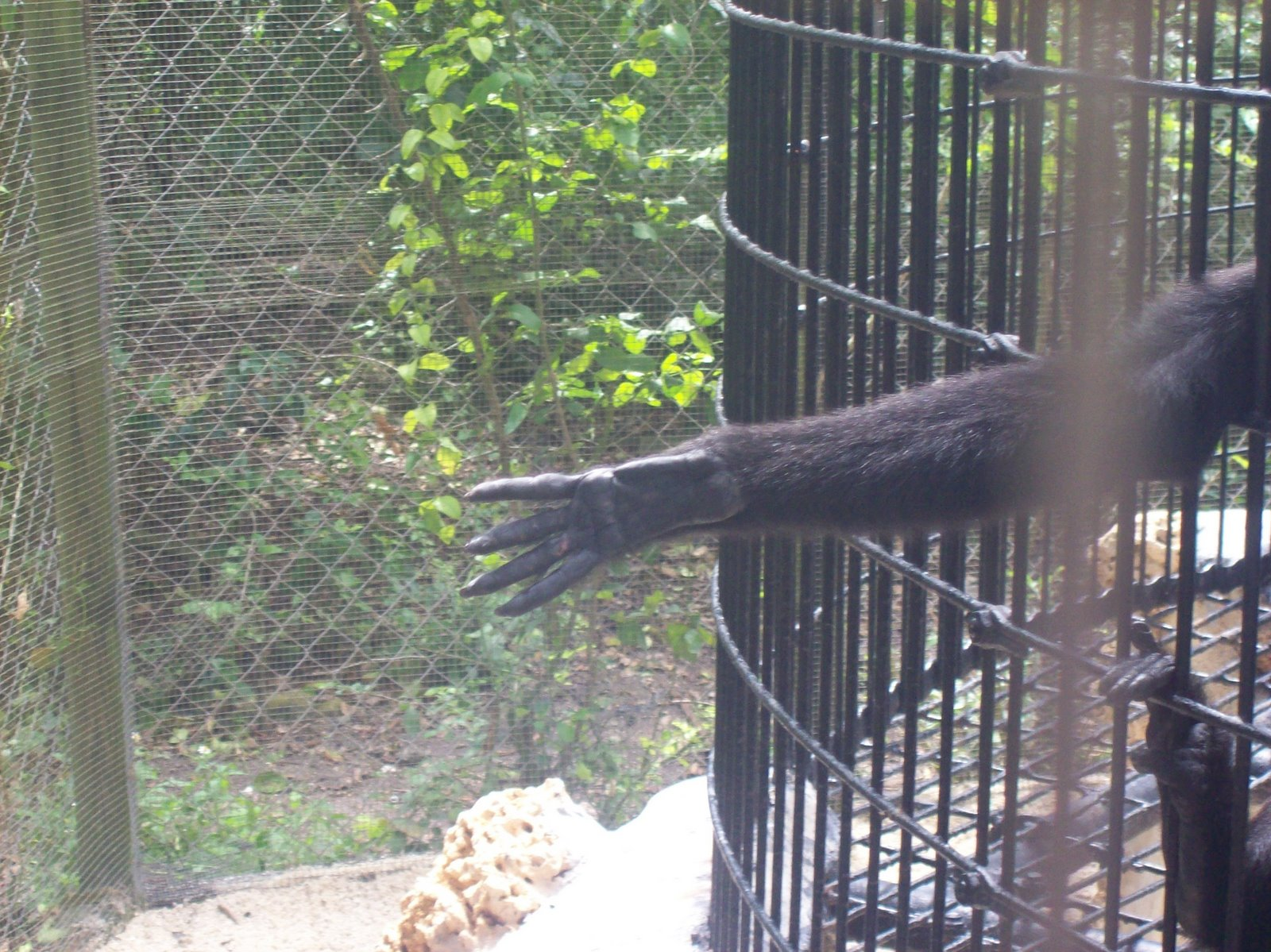
Mãos sem polegares são úteis na braquiação.

A. geoffroyi é arborícola e diurno, e habita principalmente os estratos mais altos da floresta. Entretanto, pode ir ao solo mais frequentemente que as outras espécies de macacos-aranhas. Vive em sociedades de fissão-fusão, grandes grupos com cerca de 20 a 42 membros, que se dividem em pequenos grupos para forragear durante o dia. Esses subgrupos possuem entre 2 e 6 indivíduos, e às vezes esses subgrupos podem permanecer juntos e separados do grande grupo mesmo à noite.
Essa espécie forrageia em grandes porções de floresta em busca de comida. As áreas de vida podem exceder 900 hectares. Macacos-aranhas podem se deslocar por até 2000 m por dia. Machos tendem a se deslocar mais que as fêmeas, e os dominantes tendem a ter os maiores deslocamentos diários. A. geoffroyi esfrega uma mistura de saliva e extrato de folhas de lima (Citrus aurantiifolia) na sua pelagem. Acredita-se que isso funcione como repelente de insetos. Em alguns locais, A. geoffroyi interage com o macaco-prego-de-cara-branca. Essas interações podem incluir catação mútua.
Além de caminhar e correr com os quatro membros e escalar, os macacos-aranhas podem usar de locomoção suspensória. A braquiação, ou balançar com os braços, assistida pela cauda preênsil, é a forma mais comum de locomoção suspensória. Formas menos comuns incluem o balançar enquanto são suspensos pela cauda, ou se locomover com os quatro membros sobre  os galhos. Estudos indicaram que A. geoffroyi utiliza a locomoção suspensória com menos frequência que os outros macacos-aranhas.
O modo mais comum usados pelos macacos-aranhas para atravessar entre as árvores é a formação de um tipo de "ponte", que consiste nos macacos agarrarem os galhos da próxima árvore e se puxar até ela, escalando-a, por fim. Saltos são usados quando necessários, e certamente as populações de A. geoffroyi, especialmente no Panamá, são conhecidos por pular entre as árvores mais frequentemente que outras populações.
Quando se movimenta, os macacos-aranhas não usam somente posturas amparadas, como sentar-se ou manter-se em pé, mas também posturas suspensas em que se seguram nos galhos. Posturas suspensas sempre incluem a ajuda da cauda, e às vezes podem ficar suspensos unicamente por ela. Outras vezes, podem se segurar pela cauda ou por um e mais membros simultaneamente. Estudos têm indicado que algumas populações dessa espécie ficam suspensas com menos frequência quando se alimentam que outras espécies de macacos-aranhas.

### Comunicação e inteligência
Vocalizações produzidas pelos macacos-aranhas incluem "latidos", "relinchos", assovios, guinchos e gritos. "Latidos" são, geralmente, sons de alarme. "Relinchos" e assovios podem ser usados como sinais de angústia, e também são emitidos na madrugada e crepúsculo. Cada macaco tem um som único, que permite que eles identifiquem cada um através da comunicação somente. Vários pesquisadores investigaram o uso de "relinchos", que consistem entre dois e 12 rápidos sons que aumentam ou diminuem a entonação, em maior detalhe. Essa pesquisa indicou  um propósito adicional dos "relinchos", que é comunicar para outros membros do grupo alguma fonte de comida. Outros propósitos dessas vocalizações sugerida por esse mesmo estudo incluem manter o contato vocal com outros membros do grupo enquanto se locomovem e distinguir entre membros do mesmo grupo ou de outros.
A. geoffroyi usa várias formas de comunicação não-vocal. A cauda enrolada e as costas arqueadas podem ser usadas como sinal de agressividade com outros macacos-aranhas. O balançar de cabeça pode ser usado como sinal de agressividade ou um convite para brincar. Abanar galhos ou agitar os braços podem ser usados como sinal de perigo para o grupo.
Embora não usem ferramentas, os macacos-aranhas, incluindo Ateles geoffroyi, são considerados primatas inteligentes. Um estudo realizado em 2007 concluiu que eles são os terceiros mais inteligentes primatas não-humanos, atrás somente dos orangotangos e chimpanzés, e à frente dos gorilas e todos os outros macacos. Esta capacidade mental pode ser uma adaptação dos macacos-aranhas à dieta frugívora, que requer mais habilidade para identificar e memorizar muitos tipos diferentes de alimento e seus locais.

### Dieta

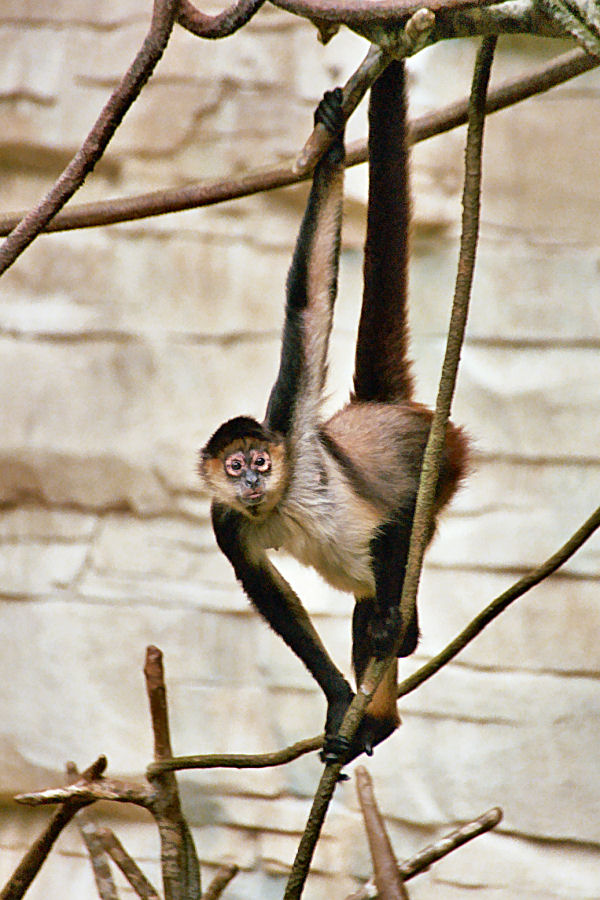
A cauda preênsil pode ser usada para se alimentar

A. geoffroyi come principalmente frutas (preferencialmente maduras e frescas) e cerca de 70% a 80% da dieta é composta por esse item alimentar. Folhas fazem parte do resto da dieta. Folhas jovens são especialmente importantes para providenciar proteína que são mais escassas nas frutas. Outros elementos da dieta incluem flores, cascas de árvore, insetos, mel, sementes e brotos.
Além de satisfazer necessidades nutricionais, frutas e folhas fornecem água. Como os outros macacos-aranhas, essa espécie pode beber água de buracos em troncos de árvores e bromélias, mas ao contrário dos outros macacos-aranhas, também bebe água de fontes terrestres.

### Predadores
Grandes felinos, como a onça-pintada e a suçuarana, parecem ser os únicos predadores de macacos-aranhas, além dos humanos. Aves de rapina e grandes cobras também são potenciais predadores. Entretanto, pesquisadores nunca observaram diretamente esses animais sendo predados.

### Reprodução
Fêmeas cuidam de seus filhotes até os dois ou quatro anos de idade. Entre os machos, não somente o dominante consegue cópulas. Em um estudo na ilha Barro Colorado, foi observado que todos os machos do grupo acasalam com as fêmeas pelo menos uma vez, em um período de um ano. Entretanto, machos dominantes parecem acasalar com mais frequência do que machos subordinados. Não se sabe se a maior parte dos filhotes são provenientes de cópulas com o macho dominante.
A. geoffroyi copula sentado, com ambos virados para a mesma direção e com o macho disposto atrás da fêmea com os braços se segurando no peitoral dela e as pernas presas à cintura. Esta posição pode ser mantida por até 22 minutos. Antes do coito, o macho e a fêmea se separam do resto do grupo, e se mantém sozinhos, exceto quando a fêmea já possui filhotes.
A gestação dura cerca de 7,5 meses, e após esse período nascem um filhote por vez, embora o nascimento de gêmeos possa ocorrer. O juvenil possui coloração escura e passa a ter a coloração de um adulto a partir dos cinco meses de idade. Eles são carregados por suas mães no peito durante o primeiro mês e a partir de um mês e meio de vida são carregados nas costas. Ela os nutre até um ano de idade, mas começam a comer alimentos sólidos e mover-se independentemente a partir dos três meses de idade. Mesmo quando se locomovem independentemente, os juvenis não podem atravessar grandes espaços entre os galhos sozinhos e os adultos podem auxiliá-los. Para ajudá-los, um adulto pode se esticar sobre o espaço vazio, formando uma "ponte" em que o filhote pode atravessar.
Fêmeas se tornam sexualmente maduras com cerca de quatro anos de idade, e machos com cerca de cinco anos. Quando se tornam adultas, as fêmeas deixam seu grupo natal, ao contrário dos machos. Como resultado, os machos são normalmente parentes, enquanto que as fêmeas não. Isto explica porquê as relações entre os machos são mais estáveis. A longevidade máxima é desconhecida, mas em cativeiro, essa espécie pode viver pelo menos 33 anos.

## Conservação
A.geoffroyi é listado como "em perigo" pela União Internacional para a Conservação da Natureza e dos Recursos Naturais (IUCN), principalmente devido à perda de habitat. A espécie requer grandes porções de floresta primária para sobreviver, portanto, é vulnerável ao desmatamento e também é caçado por humanos e capturado para o comércio de animais de estimação. Por causa de sua baixa taxa reprodutiva, suas populações demoram para se recuperar quando impactadas por esses eventos. Como resultado, A. geoffroyi desapareceu de muitas áreas onde antes era comum. Três subespécies são consideradas como "criticamente em perigo".
A espécie foi extinta da ilha de Barro Colorado, no Panamá. A caça eliminou a população nativa em 1912. Entretanto, entre 1959 e 1966, foi feito um esforço para reintroduzir a espécie no local. Pelo menos 18 animais foram introduzidos, mas somente cinco, um macho e quatro fêmeas, sobreviveram. Este pequeno grupo se reproduziu, e a população cresceu para 28 animais em 2003.